# Глендейл (округ Баулдер, Колорадо)
Глендейл (англ. Glendale) — переписна місцевість (CDP) в США, в окрузі Боулдер штату Колорадо. Населення — 64 особи (2020).

## Географія
Глендейл розташований за координатами 40°5′13″ пн. ш. 105°22′18″ зх. д. / 40.08694° пн. ш. 105.37167° зх. д. (40.086911, -105.371546).  За даними Бюро перепису населення США в 2010 році переписна місцевість мала площу 3,25 км², уся площа — суходіл.

## Демографія
Згідно з переписом 2010 року, у переписній місцевості мешкало 69 осіб у 35 домогосподарствах у складі 15 родин. Густота населення становила 21 особа/км².  Було 48 помешкань (15/км²).
Расовий склад населення:
| - 94,2 % — білих - 1,4 % — чорних або афроамериканців |

До двох чи більше рас належало 4,3 %. Частка іспаномовних становила 5,8 % від усіх жителів.
За віковим діапазоном населення розподілялося таким чином: 11,6 % — особи молодші 18 років, 72,5 % — особи у віці 18—64 років, 15,9 % — особи у віці 65 років та старші. Медіана віку мешканця становила 48,8 року. На 100 осіб жіночої статі у переписній місцевості припадало 109,1 чоловіків;  на 100 жінок у віці від 18 років та старших — 117,9 чоловіків також старших 18 років.
Цивільне працевлаштоване населення становило 80 осіб. Основні галузі зайнятості: освіта, охорона здоров'я та соціальна допомога — 62,5 %, транспорт — 37,5 %.